# Der Schatz des Priamos (Fernsehfilm)
Der Schatz des Priamos ist ein zweiteiliger Fernsehfilm von Karl Fruchtmann. Tilo Prückner spielt darin Heinrich Schliemann, Olga Karlatos und Angela Schmid dessen Ehefrauen.
Der Film beschreibt das Leben des deutschen Archäologen Schliemann vor dem Hintergrund der Gründerzeit und des Bildungsbürgertums im Deutschen Reich. Den Höhepunkt bilden die Ausgrabungen von Troja, der Lebenstraum Schliemanns, wobei er den (vermeintlichen) Schatz des Priamos findet. Der Erfolg seiner Bemühungen gegen alle Rückschläge und Widerstände machte Schliemann zu einem Helden seiner Zeit und rückt ihn in die Nähe von Altertumsforschern wie Johann Joachim Winckelmann.

## Handlung
Heinrich Schliemann ist ein reiselustiger junger Mann, der es als Kaufmann in Amsterdam und St. Petersburg zu einem nicht unerheblichen Vermögen bringt. Es fällt ihm außerordentlich leicht, Fremdsprachen zu erlernen. Innerhalb nur eines Jahres kann er sich in Niederländisch, Spanisch, Italienisch und Portugiesisch verständigen. Nachdem er eine Stellung als Korrespondent und Buchhalter gefunden hat, steigt er schnell zum Leiter des Korrespondenzbüros auf und beginnt Russisch zu lernen, da sein Arbeitgeber enge Handelsbeziehungen zum Zarenreich unterhält. Nachdem er im Auftrag seines Brötchengebers eine Handelsniederlassung in St. Petersburg gegründet hat, gelingt es ihm binnen eines Jahres in der Stadt sein eigenes Handelshaus zu eröffnen. Schon nach kurzer Zeit kann er sich Bedienstete leisten.
Nachdem Schliemann zwei Jahre bei seinem Bruder in Kalifornien zugebracht und dort eine Bank für Goldhandel gegründet hat, die erfolgreich in Eisenbahnprojekte investiert, kehrt er nach Europa zurück und heiratet in St. Petersburg die russische Kaufmannstochter Katharina Lyshina, was seine gesellschaftliche Stellung weiter festigt. Das Paar bekommt drei Kinder. Während des Krimkriegs gelingt es ihm, sein Vermögen weiter zu vermehren.
Nachdem Schliemann den Entschluss gefasst hat, sich aus dem Geschäftsleben zurückzuziehen, um seiner neu entdeckten Liebe zur Archäologie nachzugehen, lernt er Latein und Altgriechisch, bereist Asien sowie Nord- und Mittelamerika und verfasst sein erstes Buch. Zudem studiert er Sprachen, Literatur und Altertumskunde an der Sorbonne in Paris. Seine erste Forschungsreise führt ihn nach Griechenland. Es ist auch die Zeit, in der er sich erstmals intensiver mit der Troas, die die antike Stadt Troja umgab, befasst und intensive Forschungen zur vermutlichen Lage der legendären Stadt des Priamos anstellt.
Seine Ehe ist inzwischen gescheitert und Schliemann geht eine neue Beziehung mit der noch sehr jungen Sophia aus Griechenland ein. Nachdem Schliemann immer wieder Probleme hat, eine Grabungserlaubnis der türkischen Regierung für Troja zu erhalten, gelingt ihm dies nach mehreren Anläufen. Er entdeckt ein Stadttor, von dem eine sich weit öffnende Straße zu einem von ihm als Palast des Priamos gedeuteten Haus führt, in dessen Nähe er zwei Monate später den sogenannten Schatz des Priamos findet. Damit sieht Schliemann seine sich selbst gestellte Aufgabe als erfüllt an.
Zu Schliemanns Missfallen verweigert ihm jedoch weiterhin ein Großteil der deutschen Wissenschaftler die von ihm ersehnte fachliche Anerkennung. In Großbritannien jedoch wird sein Fund von der Fachwelt mit großem Interesse wahrgenommen und erregt hohes Aufsehen und zieht eine Einladung mit einem viel beachteten Fachvortrag im Burlington House nach sich.

## Historie

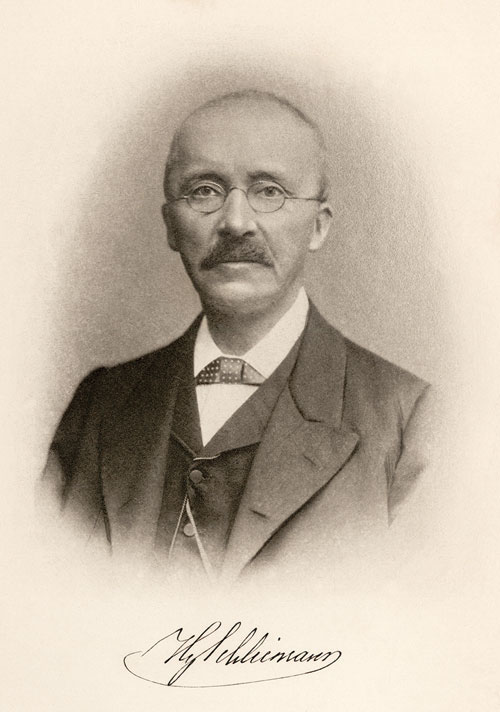
Heinrich Schliemann

Heinrich Schliemann (1822–1890) war ein deutscher Kaufmann, Archäologe sowie Pionier der Feldarchäologie, der als erster Forscher überhaupt Ausgrabungen im kleinasiatischen Hisarlik durchführte. Dort fand er die Ruinen des bronzezeitlichen Trojas, die auch andere Forscher dort vermutet hatten.
Der Schatz des Priamos wurde nach dem mythischen trojanischen König Priamos benannt, dem er jedoch, wie sich später herausstellte, aufgrund des zeitlichen Kontextes nicht zugeordnet werden kann. Der Fund umfasst etwa 8000 Gegenstände. Der 1881 von Schliemann dem deutschen Volk geschenkte Schatz, der sich ab 1885 im Völkerkundemuseum Berlin befand, wurde nach dem Zweiten Weltkrieg als Beutekunst nach Russland gebracht, wo er sich noch heute befindet.
Priamos war der Sohn des Laomedon und der Strymo. Er war in der griechischen Mythologie der sechste und letzte König von Troja (Ilios). Homer schildert in seiner Ilias entscheidende Kriegsszenen während der Belagerung der Stadt Troja (Ilion) durch das Heer der Griechen.

## Kritik
Gerhard Prause schrieb in Zeit Online „bis hin zur unvermeidlichen Bettszene […] ist alles da, was ein Fernsehspiel heute braucht“. Dennoch sei „das Zwei-Millionen-Projekt, die wohl aufwendigste NDR-Produktion dieses Jahres […] langatmig und langweilig geraten.“ Schuld daran seien nicht nur „die oft viel zu langen Passagen in fremden Sprachen (Schliemann als Sprachgenie), deren wichtigste Teile für Leute, die nicht Niederländisch, nicht Russisch, nicht Italienisch, nicht Neu- oder Altgriechisch, ja nicht einmal Türkisch verstehen, durch Untertitel übersetzt“ würden. Schuld daran sei aber vor allem, dass der Regisseur und Autor Karl Fruchtmann „zu viel voraussetz[e]“. Der Zuschauer erfahre „so gut wie nichts“ über Schliemanns Intention so wie auch über ihn selbst, der „als einziger gegen eine Phalanx von Stubengelehrten an die reale Existenz der homerischen Welt geglaubt“ und auch daran „sie bewiesen zu haben“, und auch „viel zu wenig über den ‚Schatz des Priamos‘, obgleich der ganze lange Film so heiß[e]“.